# 斯科菲爾德營
斯科菲爾德營（英語：Schofield Barracks）是位於美國夏威夷州檀香山縣的一個人口普查指定地區。

## 地理
斯科菲爾德巴勒克斯的座標為21°29′52″N 158°03′48″W / 21.49778°N 158.06333°W，而該地最高點為海拔高度275米（即902英尺）。

## 人口
根據2010年美國人口普查的數據，斯科菲爾德巴勒克斯的面積為7.10平方千米，均為陸地。當地共有人口16370人，而人口密度為每平方千米2,305.63人。